# Elektrische gitaar

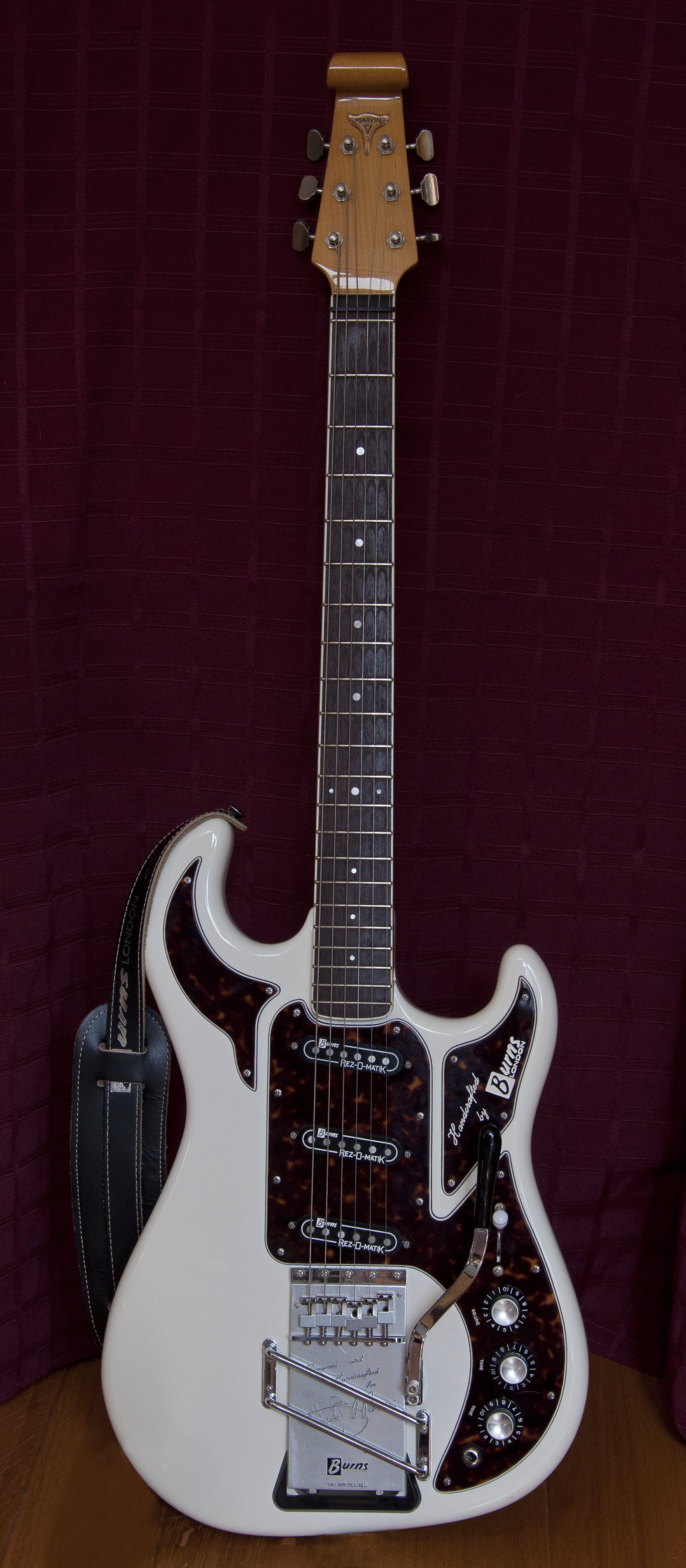
Een Burns Marvin

Een elektrische gitaar is een gitaar die doorgaans geen klankkast heeft maar haar geluid volume geeft via een versterker met luidspreker.
De trillingen van de stalen snaren worden opgepikt door elektromagnetische opnemers (elementen) die bestaan uit magneten en spoelen. De verstoringen van het magneetveld worden omgezet in elektrische stroom die via een instrumentkabel van de gitaar naar een versterker wordt geleid. Deze versterker zet het elektrische signaal uiteindelijk met een luidspreker om in hoorbaar geluid. De vorm van de gitaar is minder van belang voor de uiteindelijke klank van de gitaar maar des te meer voor het speelgemak. Omdat de elektrische gitaar vaak geen klankkast heeft, speelt de vibratieversterking van de 'body' nagenoeg geen rol. De invloed van vorm constructie en materialen moet echter niet als onbeduidend worden aangeduid. Deze hebben namelijk wel invloed in welke frequenties sterker en of langer doorklinken in de snaren zelf en welke door de constructie worden geabsorbeerd en sneller uitsterven. Iedere houtsoort kent zijn eigen klankeigenschappen. Het lange doorklinken (sustain) wat door de massieve constructie mogelijk is, geeft mogelijkheden die een akoestische gitaar niet heeft. Vaak is op de elektrische gitaar een vibratosysteem gemonteerd, waarmee de bespeler de toon van de gitaar kan laten vibreren door de spanning en daarmee de toonhoogte in de snaren afwisselend te verlagen en te verhogen (of omgekeerd).

## Geschiedenis
Enkele van de eerste elektrische gitaren gebruikten pickups van wolfraam en werden in de jaren dertig gemaakt door Rickenbacker, ontworpen door George Beauchamp. De eerste opname met een elektrische gitaar werd gemaakt in 1937, met jazzgitarist Eddie Durham. Deze toonde het instrument aan de jonge Charlie Christian, die het instrument bekend maakte. Hij had een grote invloed op jazzgitaristen gedurende tientallen jaren.
Het bedrijf Audiovox bouwde midden jaren dertig een solidbodygitaar en zou die ook verkocht hebben. In het begin van de jaren veertig bouwde musicus en uitvinder Les Paul, die werkte bij de Gibson Guitar Corporation, in zijn vrije tijd ook een solidbodygitaar, en hij nam er patent op.
In 1950 en 1951 ontwierp Leo Fender, bouwer van elektronische versterkers, de eerste commercieel succesrijke elektrische solidbodygitaar met een enkele magnetische pick-up, de "Fender Esquire", voorloper van de Telecaster. In 1954 introduceerde Fender de Fender Stratocaster of de "Strat"; de meest verkochte gitaar aller tijden. Fender was ook de eerste die een commercieel succesrijk elektrische basgitaar ontwierp; de Precision Bass uit 1951.

## Soorten elektrische gitaren
De meeste elektrische gitaren zijn in drie groepen in te delen: solid body, semisolid en hollow body, maar er zijn nog andere indelingen mogelijk.

### Solid body
De body is massief of uit gelamineerde delen opgebouwd en klankkastresonantie is totaal afwezig. Van rondzingen (feedback) heeft de solidbodygitaar minder last zodat ze beter geschikt is voor hoge geluidsniveaus. Deze gitaar levert meer sustain. Verschillen in constructie zoals een geschroefde of ingelijmde hals, het type brug, gebruikte houtsoorten, lengte van de snaren, en type elementen hebben allemaal invloed op de klank en sustain. De bekendste modellen zijn: Fender Stratocaster, Fender Telecaster en Gibson Les Paul.

### Semisolid/semihollow
Deze soort is een semiakoestische gitaar, voorzien van een klankkast (meestal met F-gaten), met daarin een massief stuk hout (sustain block niet te verwarren met het metalen blok van een vibrato-brug dat ook sustain block heet), en die qua klank het midden houdt tussen de twee andere varianten. Deze gitaar valt binnen de categorie semiakoestische gitaren. Ze worden ook vaak aangeduid als thinline modellen. De bekendste voorbeelden zijn: Gibson ES335, en de Rickenbacker 360.

### Hollow body
Deze soort is voorzien van een volwaardige klankkast. De klank wordt extra versterkt door een elektrische opnemer. Ook deze gitaar valt binnen de categorie semiakoestische gitaren. De bekendste modellen zijn de Gretsch 6120, de Gibson L5 en de Gibson Super 400ces. Ook zijn er dunnere hollowbody’s zoals de Epiphone Casino en de Gibson ES-330 die uiterlijk nauwelijks van Semi-hollow body-gitaren zijn te onderscheiden maar geen sustainblok bevatten en dus technisch hollowbody’s zijn

## Varianten

### Baritongitaar
Deze gitaar kent geen standaardstemming. Ze kan een grote terts, een kwart of een kwint lager gestemd zijn dan de gewone elektrische gitaar.

### Eensnarige gitaren
De eensnarige gitaar is een zeldzaam voorkomende gitaar die vooral in de Delta blues voorkwam in de jaren dertig en veertig. Eddie One String Jones had regionaal succes met een versie van "Rolling and Tumbling Blues" op een eensnarige gitaar met een pick-up en Mississippi-bluesmuzikant Lonnie Pitchford bespeelt een vergelijkbaar, zelfgemaakt instrument.

### Zevensnarige gitaren
De zevensnarige gitaar heeft meestal een extra lage B-snaar boven de E-snaar. John Petrucci en Steve Vai en later Limp Bizkits gitarist Wes Borland en Korns James Shaffer hebben deze gitaar populair gemaakt. Ibanez is de belangrijkste producent van zevensnarige gitaren. Omdat dit merk zich vooral op "technische" progressive rock-, shred- en metalgitaristen richt, is dat ook logisch te verklaren; een 7-snaar vraagt een wat technischer benadering van gitaarspelen. Tijdens de hoogtij dagen van de Nu metal (zo rond het jaar 2000) waren deze gitaren een populair stuk gereedschap om "extra diep te kunnen grommen".

### Twaalfsnarige gitaren
Twaalfsnarige gitaren hebben zes paar snaren, meestal met elk paar in dezelfde noot gestemd.
Bij de extra E-, A-, D- en G-snaren is de extra noot een octaaf hoger. De snaarparen worden gezamenlijk gespeeld, dus de techniek en stemming zijn dezelfde als bij een gewone gitaar, echter de klank is voller. Deze gitaar wordt vooral veel gebruikt in folk en ballades. De Rickenbacker 365 is een bekend voorbeeld van een twaalfsnarige elektrische gitaar. Er bestaan ook negensnarige varianten, waarbij alleen de dunne snaren gedubbeld zijn. Dit is een soort compromis tussen de zessnarige en de twaalfsnarige. Het voordeel van negen snaren is dat je de bassnaren wat droger en 'normaler' kunt bespelen, terwijl de akkoordsnaren toch de zweving hebben die zo kenmerkend is bij twaalf snaren. De Vox Mark IX is een bekend voorbeeld van zo'n gitaar.

### Achttiensnarige gitaar

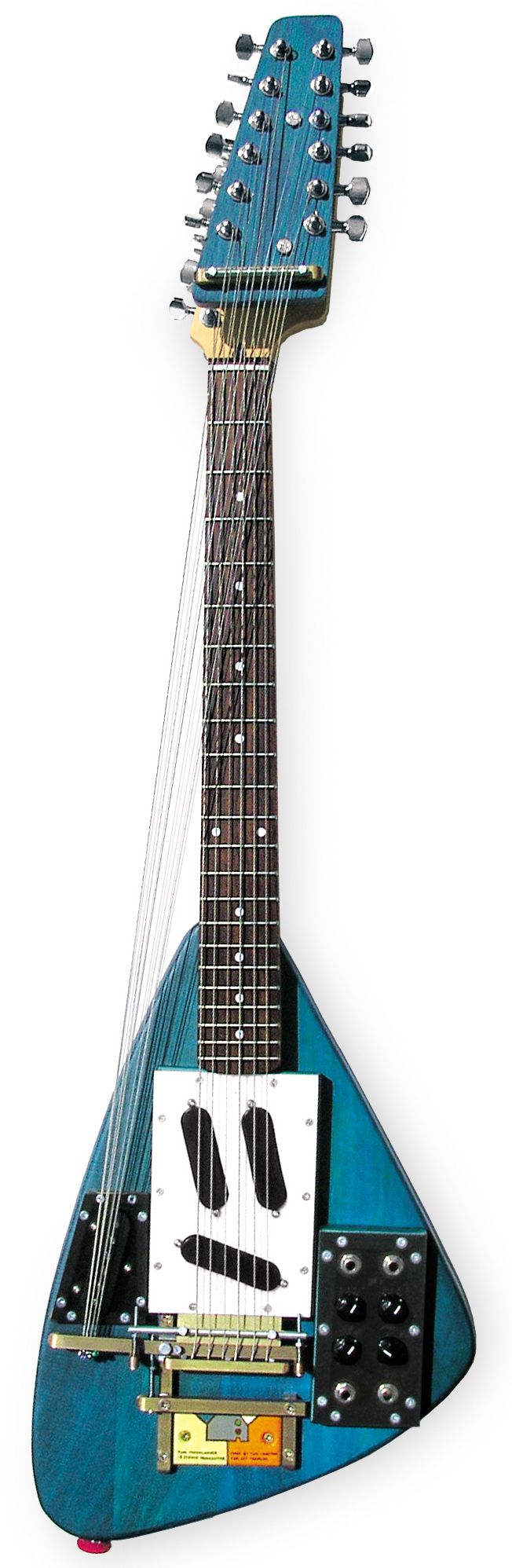
Moonlander, Yuri Landman, 2007

Experimenteel gitaarbouwer Yuri Landman ontwierp in 2007 voor Sonic Youth een achttiensnarige stereo elektrische dronegitaar met een dubbelvoudige kop, de Moonlander.

### 3rd bridge-gitaren
Een 3rd bridge-gitaar is een geprepareerde gitaar met een extra derde brug. Dit kan een normale gitaar zijn die aangepast is, of een zelfgebouwd instrument. Lee Ranaldo van Sonic Youth is bekend om zijn schroevendraaiertechniek, waarbij hij een schroevendraaier tussen de snaren en de toets klemt op harmonische posities om resonanties te creëren. Glenn Branca, Bradford Reed en Yuri Landman zijn gitaarbouwers die speciale afwijkende instrumenten bouwden om deze techniek beter uitvoerbaar te maken.

### Dubbelhalsgitaren (Double Neck)
Een dubbelhals, of dubbelnek is een gitaar met twee halzen. Deze gitaren bestaan in verschillende vormen, namelijk met een van de halzen twaalfsnarig en de andere zessnarig (Gibson EDS 1275, zoals gebruikt door Jimmy Page en Pete Townshend), beide halzen twaalfsnarig of zessnarig, of een van de twee halzen akoestisch en de andere elektrisch (Guild Crossroads, zoals gebruikt door Slash), of zelfs een twaalfsnarige hals gecombineerd met een basgitaar (custom gebouwd voor Mike Rutherford). De reden tot het gebruiken van een dubbelhals is simpel: een artiest moet in een paar seconden kunnen overstappen van twaalfsnarig naar zessnarig of andersom.
Een doubleneck is vaak voorzien van een driestandenschakelaar waarmee men: (stand 1) gitaar 1 aanzet en gitaar 2 uit, (stand 2) gitaar 1 en 2 allebei aanzet of (stand 3) gitaar 1 uit en gitaar 2 aan.

## Klank
De uiteindelijke klankkleur van de elektrische gitaar, zoals die ervaren wordt door de luisteraar, wordt onder meer beïnvloed door:
- de constructie en plaatsing van de elementen
- de plaats waar de snaren bespeeld worden (ten opzichte van de kam)
- de mensuur en de snaarspanning
- de effectapparatuur die het signaal van de gitaar bewerkt, bijvoorbeeld een chorus of een flanger.
- de versterkers en de luidsprekers
- de snaren zelf (meestal zes)
- de akoestiek van de ruimte waarin men speelt
- de kwaliteit en de lengte van de kabels[7]
- de gebruikte houtsoorten[8]
- de hoek van het plectrum bij het aanslaan
- de dikte vorm en het materiaal van het plectrum
- de sterkte, snelheid en plaatsing van de aanslag van de snaren
- de constructie van de hals op de body
- een tailedbridgeconstructie als brug
- wel of geen string trees in de kop van de gitaar
- de bespeler van de gitaar

## Bouwers
Bekende fabrikanten van elektrische gitaren zijn onder andere ESP, Fender, Gibson, Ibanez.

## Beroemde gitaristen

### Top 100
In 2004 publiceerde het Amerikaanse tijdschrift Rolling Stone een top 100 van de beste gitaristen van de wereld.